# Josué 1
Josué 1 es el primer capítulo del Libro de Josué en la Biblia hebrea o en el Antiguo Testamento de la Biblia cristiana. Según la tradición judía, el libro se atribuyó a Josué, con añadidos de los sumos sacerdotes Eleazar y Fineas, pero los eruditos modernos lo consideran parte de la Historia Deuteronomista, que abarca desde el libros del Deuteronomio hasta 2 Reyes, atribuida a escritores nacionalistas y devotos de Yahvé durante la época del rey reformador de Judea Josías en el siglo VII a. C. Este capítulo se centra en el encargo de Josué como líder de Israel tras la muerte de Moisés, parte de una sección que comprende Josué 1:1-5:12 sobre la entrada en tierra de Canaán.

## Texto
Este capítulo fue escrito originalmente en lengua hebrea. Se divide en 18 Versículos.

### Testigos textuales
.

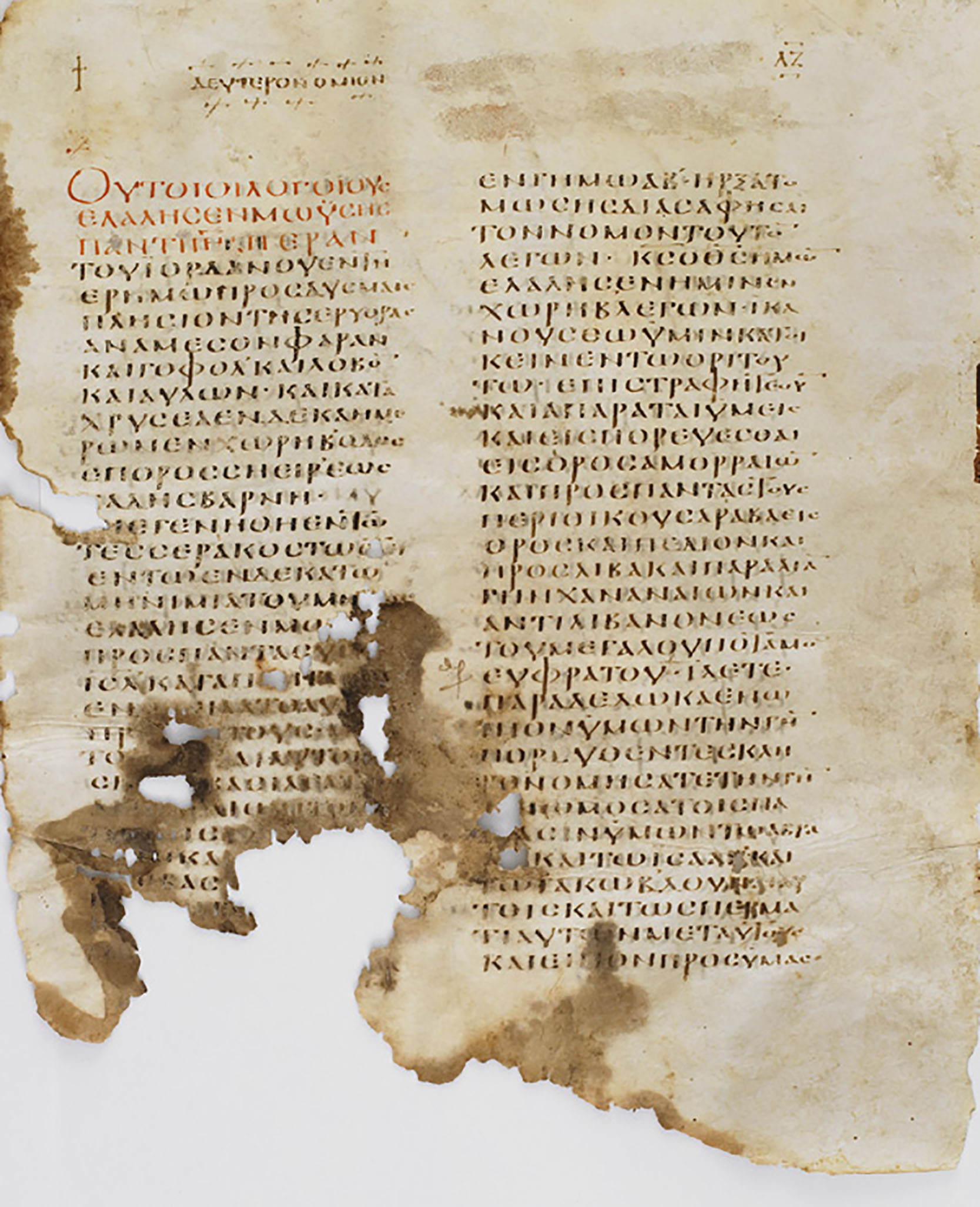
«Washington Manuscript I» (WI), manuscrito griego del que contiene el final del Libro del Deuteronomio y el principio del Libro de Josué

Algunos de los primeros manuscritos que contienen el texto de este capítulo en hebreo pertenecen a la tradición del Texto Masorético, que incluye el Códice de El Cairo (895), el Códice de Alepo (siglo X) y el Códice Leningradensis (1008). Fragmentos que contienen partes de este capítulo en hebreo fueron encontrados entre los Rollos del Mar Muerto incluyendo XJoshua (XJosh, X1; 50 AEC) con los versículos 9-12 existentes.
Los manuscritos antiguos existentes de una traducción al griego koiné conocida como la Septuaginta (originalmente se hizo en los últimos siglos AEC) incluyen el Codex Vaticanus (B; {\displaystyle {\mathfrak {G}}}B; siglo IV) y Codex Alexandrinus (A; {\displaystyle {\mathfrak {G}}}A; siglo V).  Fragmentos de la Septuaginta griego que contiene este capítulo se encuentran en manuscritos como Washington Manuscript I (siglo V de nuestra era), y una versión reducida del texto de la Septuaginta se encuentra en el Joshua Roll ilustrado.